# 日南 (臺灣)
日南，是臺灣臺中市大甲區的一個傳統地域名稱，位於該區北半葉的北部中段。相較於今日行政區，其範圍大致包括日南里、龍泉里最東端凸出部分、孟春里北部凸出部分。

## 歷史
台灣清治末期，日南地區為一街庄，稱為「日南庄」，隸屬於苗栗三堡。該庄東北與山柑庄為鄰，東南與日南社庄為鄰，西南邊為九張犁庄，西邊為五里牌庄、銅安厝庄。
1901年（日明治三十四年）11月，全台廢縣廳改設二十廳，該庄隸屬於苗栗廳。1903年（明治三十六年）6月，該庄編入「五里牌區」，仍隸屬於苗栗廳。1909年（明治四十二年）10月，全台二十廳合併為十二廳，苗栗廳廢止，五里牌區改隸屬於臺中廳。1920年（大正九年），全台地方制度大改正，該庄改制為「日南」大字，隸屬於臺中州大甲郡大甲庄。1933年，大甲庄升格為大甲街。
戰後大甲街改制為大甲鎮，隸屬於臺中縣，大字亦改制為里。1950年10月，中、彰、投分治，大甲鎮隸屬不變。2010年12月，隨著臺中縣、市合併為直轄臺中市，大甲鎮改制為大甲區。

## 聚落
本地區發展較早的聚落為日南，在日治期初期的官方地圖上已有記載。此外，本地區尚有打鐵莊聚落。

## 交通
台鐵海線大致以北北西—南南東走向經過日南地區東北端，境內並未設站。北側較近的是苑裡車站，屬三等站，但除少數自強號班次未停靠外，其餘各級列車均有停靠，整體業務量超出三等站的評估標準；南側較近的是日南車站，屬甲種簡易站，僅停靠區間車。
省道台1線（中山路二段、經國路）又稱「縱貫公路」，是台北至屏東楓港的台灣西部傳統平面幹道，大致以縱向轉北北東－南南西走向經過本地區西北部邊界地帶，再轉西北—東南走向再轉北北西—南南東走向經過本地區南部。由該道路向北北東轉北可前往苑裡、通霄、後龍、頭份、新竹等地，向南南東轉南南西可前往大甲市區、清水、梧棲、龍井、大肚、彰化等地。
區道中5線（幼獅路、黎明路、中山路二段）是虎尾寮至日南的道路，其西北側端點位於本地區西北部邊界處的省道台1線路口。由此向東南東轉東南至東部邊界地帶，轉南南西沿邊界外緣而行，至日南國小旁轉東南出境後，可前往九張犁地區的台鐵日南車站前並止於區道中3線路口。

## 學校
- 日南國小
- 東明國小
- 華龍國小
- 日南國中

## 產業
- 大甲幼獅工業區